# ルートヴィヒ (ナッサウ＝ザールブリュッケン侯)

ナッサウ＝ザールブリュッケン侯ルートヴィヒの紋章

ナッサウ＝ザールブリュッケン侯ルートヴィヒ（ドイツ語：Ludwig, Fürst von Nassau-Saarbrücken, 1745年1月3日 - 1794年3月2日）は、ナッサウ＝ザールブリュッケン侯（在位：1768年 - 1794年）。フランス革命軍に領地を占領された。

## 生涯
ルートヴィヒは、ナッサウ＝ザールブリュッケン侯ヴィルヘルム・ハインリヒとその妃ゾフィー・クリスティーネの第2子、長男として生まれた。母はエアバッハ＝エアバッハ伯ゲオルク・ヴィルヘルムの長女で、フランツ1世の異母姉であり、叔父フランツ1世は甥にあたるルートヴィヒより10歳近く年下であった。父と同じく、ルートヴィヒはストラスブール大学で教育を受けた。グランドツアーとして1759年から1766年にかけてイギリス、フランス、ドイツ、オランダを回った。
1768年に父が死去した後、ルートヴィヒはナッサウ＝ザールブリュッケンの統治を引き継いだ。ルートヴィヒは主に経済政策を継続したが、緊縮財政政策として1769年から1777年までユーゲンハイムの領主権をナッサウ＝ウージンゲン侯に担保として差し出した。1770年には皇帝ヨーゼフ2世に債務償還委員会の設立を申請したが、この委員会は1782年に解散した。宮廷で倹約を強いられたルートヴィヒは、ザールブリュッケンの小さな狩猟館に拠点を移した。
倹約政策にもかかわらず、ルートヴィヒは建築に積極的に取り組み続け、1769年にマルシュタットにルートヴィヒスベルク宮殿と庭園を建設させた。また、父がフリードリヒ・ヨアヒム・シュテンゲルの指揮下で着工したルートヴィヒ教会（ザールブリュッケン）を1775年に完成させた。啓蒙絶対主義の統治者として、啓蒙主義の精神にのっとり拷問を廃止するなど、農業、林業、学校制度、訴訟法など、数多くの内部改革を実施した。また、フリーメイソンであり、ザールブリュッケンの聖ハインリヒロッジのメンバーでもあった。
1789年にディリンゲン領を獲得し、ルイ16世からディリンゲン公 (duc de Dillingen) に任ぜられた。この称号は、妻とその子供たちにも同様に適用され、ディリンゲン伯の称号とは区別される。
1793年5月13日、健康を害していたルートヴィヒは、神聖ローマ帝国に侵攻してきたフランス革命軍から逃れるため、ザールブリュッケンからアシャッフェンブルクに亡命した。この日、ザールブリュッケンにおける何世紀にもわたる統治は事実上終焉した。ルートヴィヒは1794年にアシャッフェンブルクで死去し、遺体はウージンゲンの城内教会に埋葬された。
ルートヴィヒの遺骨は1995年11月23日にザールブリュッケンの城内教会に改葬された。

## 結婚と子女
1766年10月30日、シュヴァルツブルク＝ルードルシュタット侯ヨハン・フリードリヒの娘ヴィルヘルミーネ・フォン・シュヴァルツブルク＝ルードルシュタット（1751年 - 1780年）とシュヴァルツブルク城で結婚した。結婚生活はうまくいかず、ヴィルヘルミーネはハルベルクのモンプレジール城に引きこもり、長男を育てた。
- ハインリヒ・ルートヴィヒ（1768年 - 1797年） - ナッサウ＝ザールブリュッケン侯

愛妾であったフリーデリケ・アマーリエ・フォン・ドルスベルク男爵夫人（本名：フリーデリケ・アマーリエ・デルン、1753年3月12日 - 1802年4月12日）は、1770年9月25日付の貴族叙任状により、インゲルハイム伯ヨハン・フィリップより貴族に列せられた。彼女は中流階級の出身であった。フリーデリケ・アマーリエの父、宮廷監督官ゲオルク・アンドレアス・デルン（1714年 - 1798年）は教区牧師の息子で、同じ名前の叔父（1692年 - 1743年）はラウターバッハのゲルツ伯フリードリヒ・ヴィルヘルム（フリードリヒ・ヴィルヘルム・フォン・シュリッツと呼ばれた）の専属医師であり、ヨハン・ユストゥス・メルクの義父であった。母はマリア・ズザンネ・ユリアーネ（旧姓ホイスナー、1706年 - 1784年）である。1771年、ナッサウ＝ザールブリュッケンの宮廷評議員ゲオルク・アンドレアス・デルンは、未亡人ゾフィー・カロリーナ・フォン・ショレンベルクからハッセル村を購入した。古い文献によると、ルートヴィヒはゲオルク・アンドレアス・デルンの娘のドルスベルク男爵夫人と貴賤結婚し、間に2人の子供をもうけた。
- フレデリカ・ルイーザ・フォン・ドルスベルク（1771年2月18日生） - 1797年にフランソワ・ルクレール・ダルテヴィルと結婚
- ルートヴィヒ・カール・フィリップ・フォン・ドルスベルク（1774年2月23日 - 1871年1月10日）[8] - 1829年6月22日のザールブリュッケンへの提出書類によると、プロイセン・ライン州の貴族名簿に貴族階級115番として登録された[7]。

ルートヴィヒはその後、ドルスベルク男爵夫人の若い侍女に恋をし、貴賤結婚した。しかし、ドルスベルク男爵夫人を放っておいたわけではなく、1774年にドルスベルク男爵夫人を森林長官ゲオルク・ヴィルヘルム・フォン・マルティッツ（1705年 - 1760年）の息子カール・ヨハン・フランツと結婚させ、マルティッツを侍従長（Hofmarschall）に任じた。マルティッツ・パビリオンはかつてマルティッツの所有であった。ドルスベルク男爵夫人は、ルートヴィヒから補償としてさらに9万ターラーを受け取った。ドルスベルク男爵夫人はカール・ヨハン・フランツ・フォン・マルティッツ（1746年 - 1794年）との間に6人の娘と2人の息子をもうけた。

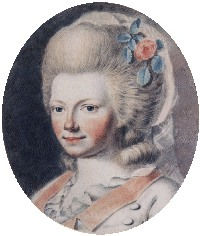
カタリーナ・ケスト

1774年9月1日、ルートヴィヒはドルスベルク男爵夫人フリーデリケの侍女カタリーナ・ケストと貴賤結婚した。この結婚で6子が生まれた。
- ルートヴィヒ・アルブレヒト（1775年 - 1784年）
- ルートヴィヒ・カール（1776年 - 1799年） - オットヴァイラー伯、「ディリンゲン公カール、帝国軍大尉オットヴァイラー伯」[11]
- ルイーゼ（1778年 - 1855年） - オットヴァイラー伯爵夫人。1802年にベルリンでオペラ歌手アントン・ヨーゼフ・フィッシャー (1780年 - 1862年）と結婚
- ハインリヒ（1779年 - 1781年）
- ルートヴィヒ（1785年 - 1796年）
- ルイーゼ・カタリーナ（1786年 - 1818年） - オットヴァイラー伯爵夫人、1810年9月25日にハイデルベルク近郊のマウアーで牧師ハインリヒ・フリードリヒ・ヴィルヘルミ（1786年 - 1860年）と結婚

妃ヴィルヘルミーネ・フォン・シュヴァルツブルク＝ルードルシュタットの死から7年後の1787年2月28日に、ルートヴィヒはカタリーナと正式に結婚した。カタリーナは農民の出身であったため、ルートヴィヒは身分の差を縮めるためにカタリーナをオットヴァイラー伯爵夫人に昇格させ、ディリンゲンの統治権を与え、ナッサウ家の抵抗に負けずに公妃とした。こうして、ルートヴィヒの最後の嫡出子として末子アドルフが誕生した。アドルフは長兄のハインリヒ・ルートヴィヒが亡くなった15年後に死去した。
- アドルフ（1789年 - 1812年） - オットヴァイラー伯